# Justinus Kerner
Justinus Andreas Christian Kerner o Justinus Kerner (Ludwigsburg, Ducado de Wurtemberg, 18 de septiembre de 1786—Weinsberg, Reino de Wurtemberg, 21 de febrero de 1862) fue un médico y poeta alemán de Weinsberg. Dio la primera descripción detallada del botulismo y fue también el precursor de las aplicaciones terapéuticas de la toxina botulínica experimentando sus efectos sobre sí mismo y sobre numerosos animales. Se le conoce sobre todo como lírico y formó, con Uhland, Schwab y Mörike, la Escuela poética suaba. Publicó cinco colecciones de poesías (de 1826 a 1854) y, en prosa, Siluetas de viaje (1811), Libro ilustrado de mi adolescencia (1849), y La vidente de Prevorst (1829) sobre el hipnotismo.

## Biografía
Nació en Ludwigsburg, Wurtemberg. Tras asistir a las escuelas clásicas de Ludwigsburg y Maulbronn, entró como aprendiz en una fábrica de tejidos, pero, en 1804, debido a los buenos servicios del profesor Karl Philipp Conz, pudo matricularse en la Universidad de Tubinga. Estudió medicina, pero también tuvo tiempo para actividades literarias en compañía de Ludwig Uhland, Gustav Schwab y otros. Alcanzó el grado de doctor en 1808 y pasó algún tiempo viajando, instalándose como médico en ejercicio en Wildbad.
Allí completó su Reiseschatten von dem Schattenspieler Luchs (1811), en la que describe sus propias experiencias con humor cáustico. Después colaboró con Uhland y Schwab en el Poetischer Almanach de 1812, que fue seguido por el Deutscher Dichterwald (1813), en los que serían publicados algunos de los mejores poemas de Kerner. En 1815 obtuvo el nombramiento oficial de médico oficial de distrito (Oberamtsarzt) en Gaildorf, y en 1818 fue transferido a Weinsberg, donde pasó el resto de su vida.

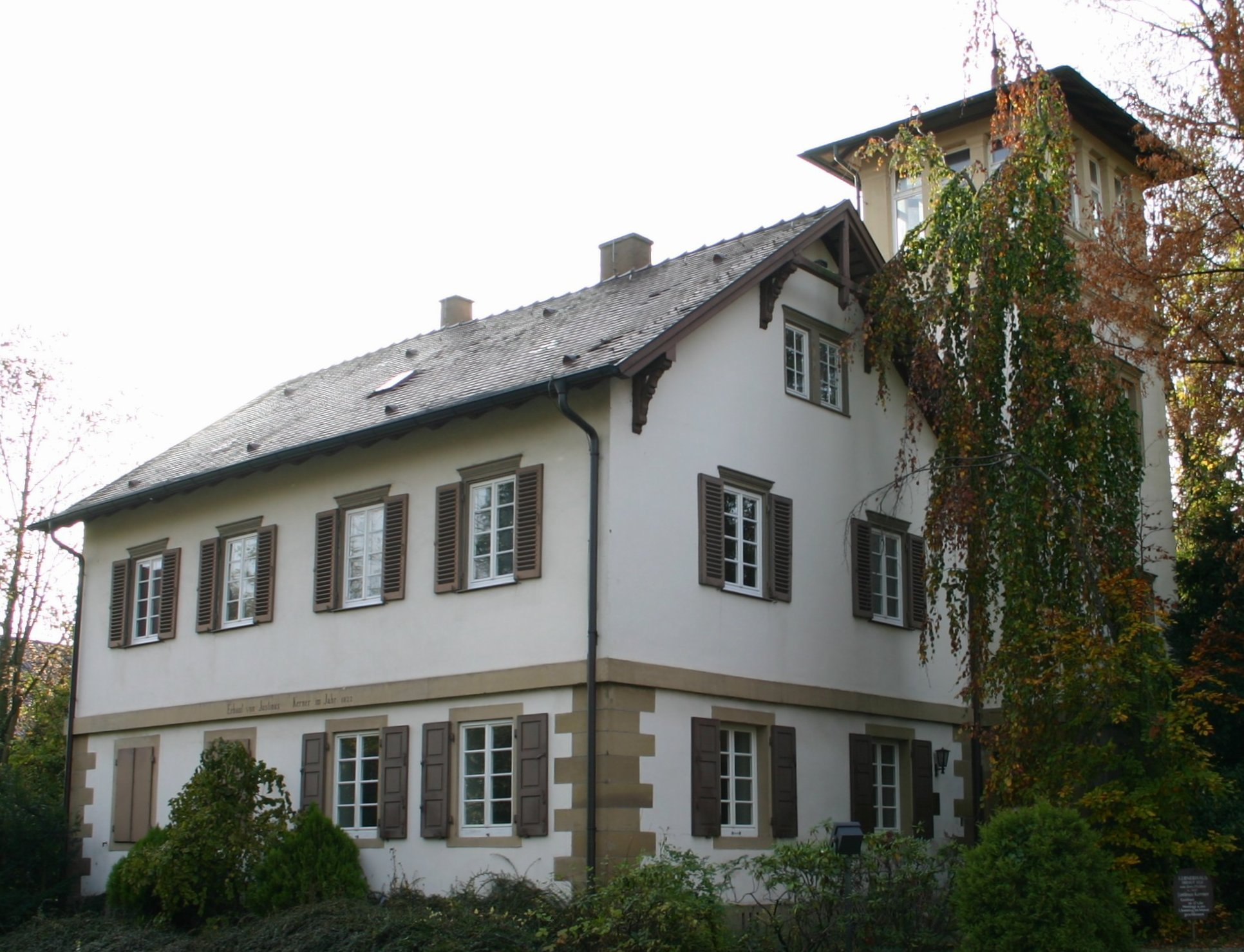
Casa de Justinus Kerner en Weinsberg.

Su casa, situada al pie del histórico palacio Weibertreu y que le fuera entregada por los ciudadanos, llegaría a ser una meca de peregrinos literarios, todos los cuales serían bien recibidos. Gustavo IV Adolfo de Suecia vino con una mochila a la espalda. Los poetas Christian Friedrich Alexander von Württemberg y Nikolaus Lenau eran invitados constantes, y en 1826 llegaría Friederike Hauffe, hija de un guardabosques de Prevorst, somnámbula y clarividente, convirtiéndose en protagonista de la famosa obra de Kerner Die Seherin von Prevorst, Eröffnungen über das innere Leben des Menschen und über das Hineinragen einer Geisterwelt in die unsere (La vidente de Prevorst, revelaciones sobre la vida interior del hombre y de la intrusión de un mundo espiritual en el nuestro) (1829; 6ª ed., 1892). En 1826 publicó una colección de Gedichte (Poemas) que sería más tarde complementado por Der letzte Blütenstrauß (1852) y Winterblüten (1859). Entre otros de sus mejores poemas están la encantadora balada Der reichste Fürst; una canción de bebedores, Wohlauf, noch getrunken, y el pensativo Wanderer in der Sägemühle.
Además de sus producciones literarias, Kerner escribió algunos libros de divulgación médica versados sobre magnetismo animal, un tratado sobre la influencia del ácido sebácico en organismos animales, Das Fettgift oder die Fettsäure und ihre Wirkung auf den tierischen Organismus (1822); una descripción de Wildbad y sus aguas curativas, Das Wildbad im Königreich Württemberg (1813); una bonita y vívida cuenta de su juventud en Bilderbuch aus meiner Knabenzeit (1859); y en Die Bestürmung der württembergischen Stadt Weinsberg im Jahre 1525 (1820) mostró una considerable habilidad en la narración histórica.
En 1851 se vio obligado a retirarse de su consultorio médico debido a una ceguera creciente, pero vivió, atendido cuidadosamente por sus hijas, en Weinsberg hasta su muerte. Fue enterrado junto a su esposa Friederike, que había fallecido en 1854, en el cementerio de Weinsberg. La tumba tiene una losa de piedra con una inscripción que él mismo había elegido: Friederike Kerner und ihr Justinus.

## Listado cronológico de obras
- 1811 Reiseschatten. Von dem Schattenspieler Luchs (Collage de cartas)
- 1816 Die Heimatlosen (Historia)
- 1817 Der rasende Sandler (Sátira)
- 1824 Geschichte zweyer Somnambülen. Nebst einigen anderen Denkwürdigkeiten aus dem Gebiete der magischen Heilkunde und der Psychologie
- 1826 Gedichte (publicaciones ampliadas en 1834, 1841, 1847 y 1854)
- 1829 Die Seherin von Prevorst. Eröffnungen über das innere Leben der Menschen und über das Hereinragen einer Geisterwelt in die unsere
- 1835 Der Bärenhäuter im Salzbade (Farsa dramática)
- 1840 Bilderbuch aus meiner Knabenzeit. Erinnerungen aus den Jahren 1786 bis 1804
- 1852 Der letzte Blüthenstrauß (Poemas)
- 1853 Die somnambülen Tische. Zur Geschichte und Erklärung dieser Erscheinung
- 1856 Franz Anton Mesmer aus Schwaben, Entdecker des thierischen Magnetismus
- 1859 Winterblüthen (Poemas)
- 1890 Klecksographien (Publicado póstumamente por su hijo Theobald Kerner)

## Asociación con George Rapp y la Harmony Society
En Bilderbuch aus meiner Knabenzeit, Kerner recuerda las visitas de George Rapp a su padre, Oberamtmann en Maulbronn. El padre de Kerner había ayudado a proteger a Rapp del procesamiento religioso por las autoridades en Alemania, y Kerner recordaba bien a Rapp y su larga barba negra. George Rapp y sus seguidores abandonaron finalmente Alemania en 1803, estableciéndose en los Estados Unidos, donde fundaron la Harmony Society. En 1829 Kerner publicó Die Seherin von Prevorst [La vidente de Prevorst], sobre la relación de Kerner con una joven llamada Friederike Hauffe (1801-1829), que tenía fama de tener poderes visionarios y curativos, y que había producido un extraño lenguaje 'interior', conteniendo elementos similares al hebreo. Este libro causó una gran impresión entre los miembros de la Harmony Society en 1829, que lo consideró como la confirmación del nuevo milenio y de sus opiniones religiosas.

## Evaluación

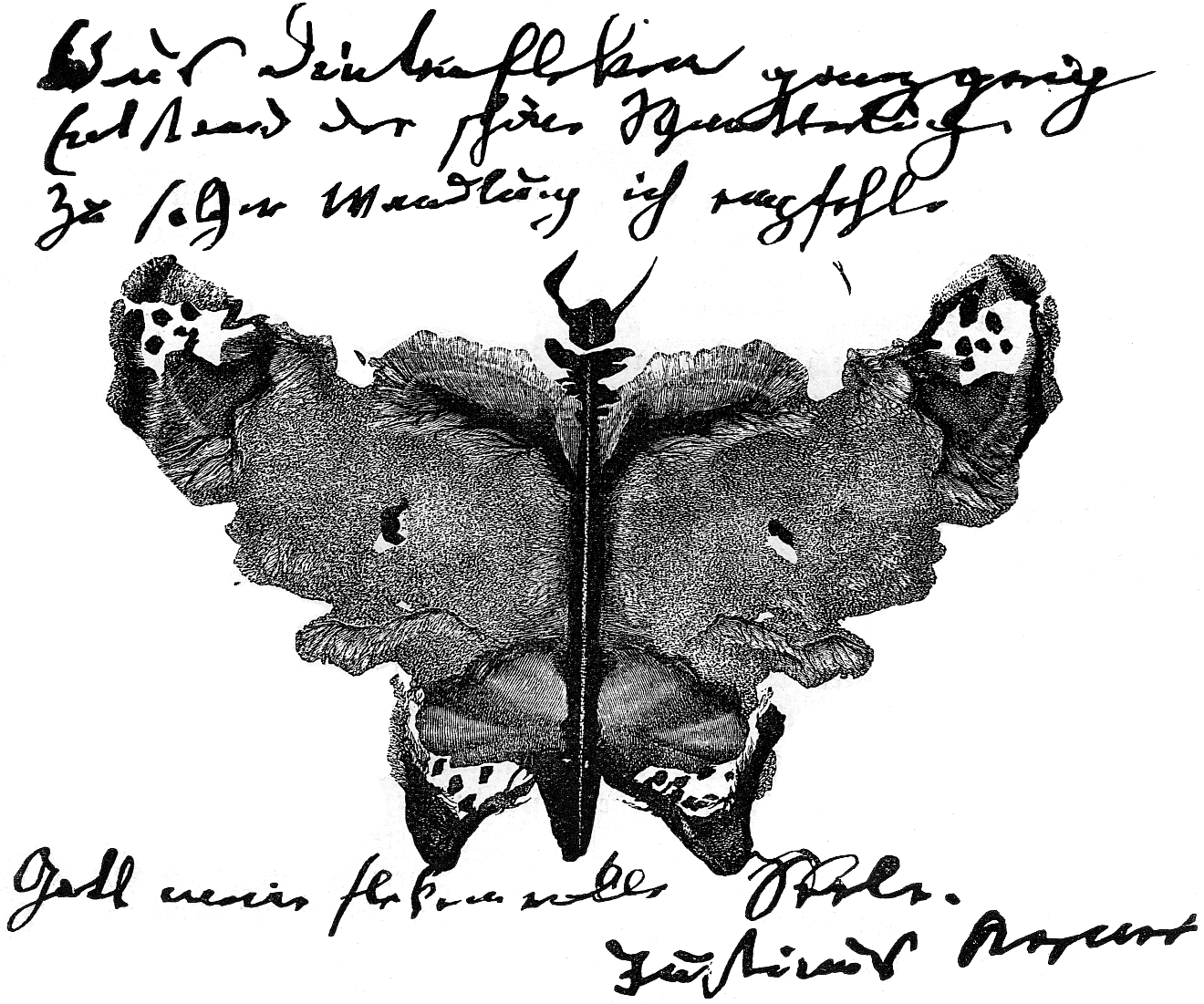
Autógrafo con la así denominada Kleksografía de Justinus Kerner.

Kerner fue uno de los más inspirados poetas de la escuela suaba. Sus poemas, que en gran parte tratan de fenómenos naturales, se caracterizan por una profunda melancolía y una inclinación hacia lo sobrenatural, lo cual, sin embargo, es equilibrado por un humor pintoresco, evocador del Volkslied.